# 中山公園野球場

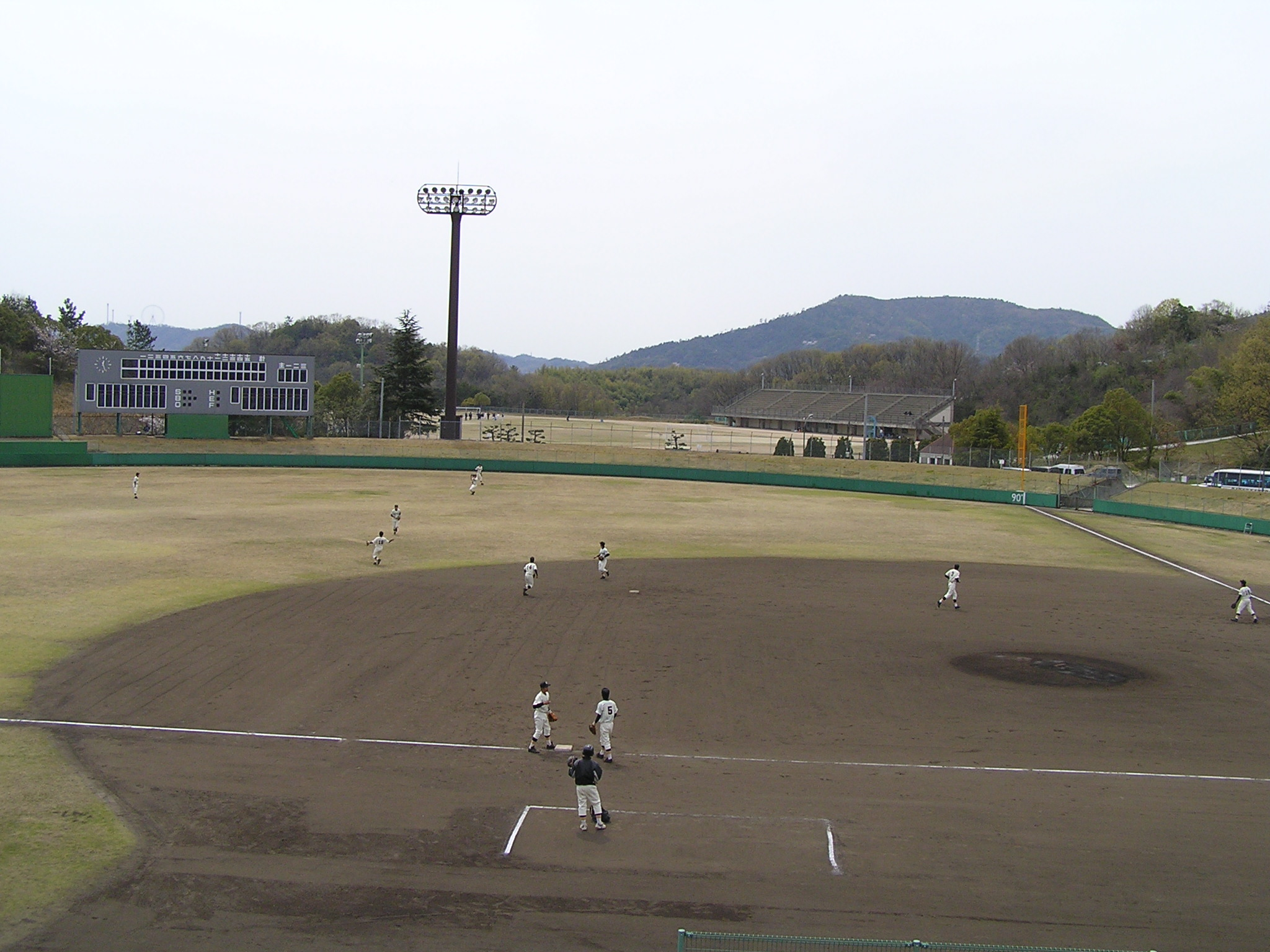
外野

中山公園野球場（なかやまこうえんやきゅうじょう）は、岡山県倉敷市児島の中山公園内にある野球場。

## 概要
児島市街地北部の丘陵地にある中山公園内に1974年開場。施設は倉敷市が所有し、倉敷市スポーツ振興事業団が指定管理者として運営管理を行っている。
主に地元のアマチュア野球に使用され、公式戦は高校野球春・秋大会会場の一つに使用される。倉敷市営球場改修工事中の平成元年〜3年のあいだ全国高等学校野球選手権岡山大会に使用されたことがある。

## 施設概要
グラウンドは両翼が90mに対し中堅が124mあり、センターが大きく膨らんだ形状になっている。内野スタンドはネット裏からダグアウトまでが鉄筋コンクリートで座席は階段になっている。その他の内・外野のスタンドは芝生席である。
収容人数は公称:15,000人であるが、当球場より大きい倉敷市営球場が10,550人であることから実際は1万人に満たないものと思われる。
- 両翼90m、中堅124m
- 収容人数：15,000人
- スコアボード：パネル式
- 照明設備：4基

## 公園内その他の施設
- 陸上競技場
- 体育館
- テニスコート
- グラウンド
- 屋内ゲートボール場

## 交通
- 児島駅
  - 車で7分。
  - 下電バス 児島循環線　「中山公園口」下車　徒歩5分。
- 上の町駅　車で5分。